# Muhen
Muhen (schweizerdeutsch: muə; Einwohner und Adjektiv: Müheler, schweizerdeutsch ˈmyələr) ist eine Einwohnergemeinde im Schweizer Kanton Aargau. Sie gehört zum Bezirk Aarau und liegt am Ostrand des unteren Suhrentals.

## Geographie
Muhen liegt etwa sechs Kilometer südlich des Kantonshauptorts Aarau, am Nordwesthang des Höhenrückens zwischen dem Suhren- und dem Wynental. Die Gemeinde besteht (von Nord nach Süd) aus den drei Ortsteilen Untermuhen, Mittelmuhen und Obermuhen, die einst getrennt waren, in den letzten Jahrzehnten aber zusammengewachsen sind. Jeder Ortsteil liegt auf einem Schuttkegel am Ausgang tief eingeschnittener Täler, die von den Hügelspornen Gibel, Veerstelli, Schafrain und Egg gebildet werden. Die Suhre durchfliesst das Dorf von Süden nach Norden, die sie umgebende Ebene ist völlig flach.
Die Fläche des Gemeindegebiets beträgt 703 Hektaren, davon sind 292 Hektaren mit Wald bedeckt und 131 Hektaren überbaut. Der tiefste Punkt liegt auf 425 Metern an der nordwestlichen Gemeindegrenze, der höchste auf 639 Metern am Wannenköpfli am östlichen Ende der Egg. Nachbargemeinden sind Oberentfelden im Norden, Gränichen im Nordosten, Unterkulm im Osten, Hirschthal im Süden, Holziken im Südwesten und Kölliken im Westen.

## Geschichte
1962 kamen beim Bau des Hauptstrangs der Kanalisation römische Ziegel zum Vorschein, ein Jahr später im Hardfeld solche mit Ziegelstempeln der in Vindonissa stationierten Legio XXI Rapax. Die erste urkundliche Erwähnung von Mucheim erfolgte im Jahr 1045, als König Heinrich III., der damals in Solothurn weilte, die Besitzungen des Stifts Beromünster bestätigte. Darunter war eine Taverne in Muhen. Der Ortsname stammt vom althochdeutschen «Muochinheim» und bedeutet «Wohnort des Muocho», hat also nichts mit muhenden Kühen zu tun.

Luftansicht (1954)

Im Mittelalter lag das Dorf im Herrschaftsbereich der Grafen von Lenzburg, ab 1173 in jenem der Grafen von Kyburg. Nachdem diese ausgestorben waren, übernahmen die Habsburger im Jahr 1273 die Landesherrschaft. Um 1350 entstand das Muhenamt, ein gesonderter Gerichtsbezirk, der Muhen, Attelwil, Bottenwil, Holziken, Kölliken, Staffelbach, Wiliberg und Wittwil umfasste. 1415 eroberten die Eidgenossen den Aargau; Muhen gehörte nun zum Untertanengebiet der Stadt Bern, dem so genannten Berner Aargau.
Mit dem Übergang wichtiger Rechte an Bern, die zuvor dem Kloster St. Gallen zustanden, verlagerte sich der alte Gerichtsort des Muhenamts im Verlaufe des 15. Jahrhunderts von Muhen nach Kölliken. Unter der bäuerlichen Bevölkerung gab es eine Zweiteilung. Die wohlhabenden Bauern besassen Rechte für Weidgang und Nutzung der Allmend, verfügten über Zugtiere und nutzten den grössten Teil der Kulturflächen. Der grosse Rest setzte sich aus Taunern und Tagelöhnern zusammen, die bisweilen Dienst in fremden Armeen leisteten. Muhen besass bis zum 20. Jahrhundert keine eigene Kirche; die Bewohner besuchten teils in Suhr, teils in Schöftland den Gottesdienst. 1528 führten die Berner die Reformation ein.
Im März 1798 nahmen die Franzosen die Schweiz ein, entmachteten die «Gnädigen Herren» von Bern und riefen die Helvetische Republik aus. Seither gehört Muhen zum Kanton Aargau. Noch im 19. Jahrhundert war Muhen stark von der Landwirtschaft geprägt. Am 19. November 1901 nahm die Suhrentalbahn, die Muhen mit der weiten Welt verband, ihren Betrieb auf. In den Jahren danach erfolgte der Anschluss an das Stromnetz und die Wasserversorgung. Nach 1950 wuchsen die einzelnen Ortsteile zusammen und Muhen entwickelte sich zu einer Vorortsgemeinde von Aarau. Die Landwirtschaft verlor ihre einstige Bedeutung und machte der Industrie und dem Dienstleistungssektor Platz.

## Sehenswürdigkeiten

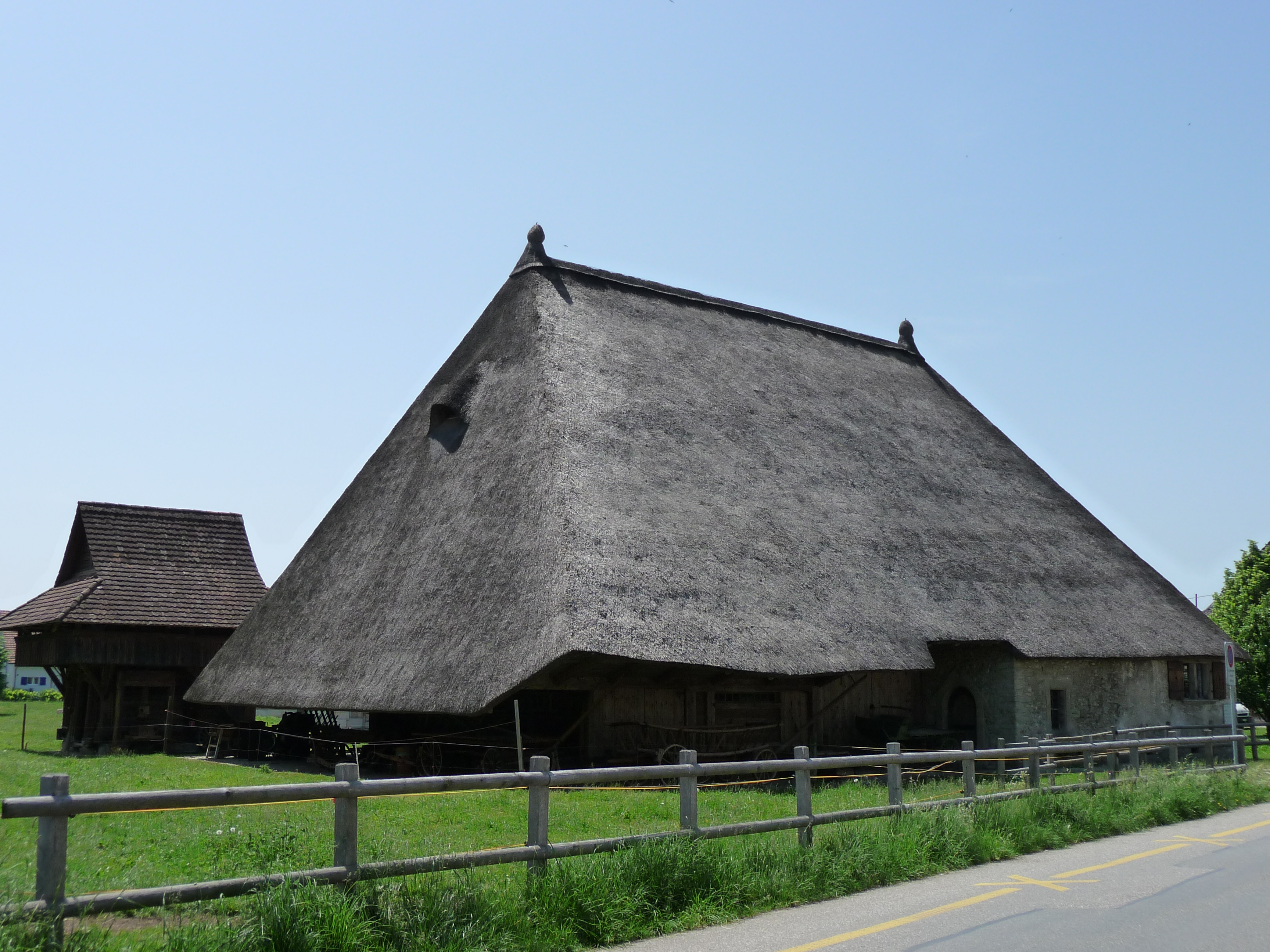
Strohdachhaus Muhen

In Untermuhen steht eines der letzten Bauernhäuser des westlichen Aargaus, dessen Dach mit Stroh gedeckt ist. Zwar ist das genaue Baujahr des Strohdachhauses Lüscher nicht überliefert, doch scheint es Mitte des 17. Jahrhunderts errichtet worden zu sein und war bis 1954 bewohnt. 1961 wurde es von der Aargauischen Vereinigung für Heimatschutz erworben, brannte jedoch infolge Brandstiftung im selben Jahr zu einem grossen Teil ab. 1962/63 erfolgte der originalgetreue Wiederaufbau. 1983 kaufte es die Einwohnergemeinde Muhen und richtete dort das Dorfmuseum ein. Die vom Architekten Hans Hauri erbaute Reformierte Kirche Muhen besteht seit 1961. Der Gasthof Bären ist das Geburtshaus von «Erzgauner» und Ausbrecherkönig Bernhard Matter.

## Wappen
Die Blasonierung des Gemeindewappens lautet: «In Blau über drei weissen Wellen dreibogige, schwarz gefugte weisse Brücke, überhöht von zwei fünfstrahligen gelben Sternen.» Die älteste Darstellung stammt aus dem Jahr 1683 auf einem Kirchenfenster in Schöftland, eine einbogige Brücke mit fünf sechsstrahligen Sternen. Von 1827 bis 1949 war auf dem Wappen eine dreibogige Brücke mit je einem Baum an den Brückenenden abgebildet.

## Bevölkerung
Die Einwohnerzahlen entwickelten sich wie folgt:
| Jahr      | 1764 | 1803 | 1850 | 1900 | 1930 | 1950 | 1960 | 1970 | 1980 | 1990 | 2000 | 2010 | 2020 |
| Einwohner | 615  | 846  | 1288 | 1213 | 1732 | 2046 | 2314 | 2462 | 2471 | 2663 | 3083 | 3590 | 3985 |

Am 31. Dezember 2023 lebten 4112 Menschen in Muhen, der Ausländeranteil betrug 15,1 %. Bei der Volkszählung 2015 bezeichneten sich 46,5 % als reformiert und 19,8 % als römisch-katholisch; 33,7 % waren konfessionslos oder gehörten anderen Glaubensrichtungen an. 93,5 % gaben bei der Volkszählung 2000 Deutsch als ihre Hauptsprache an, 3,1 % Italienisch sowie je 0,7 % Albanisch und Französisch.

## Politik und Recht

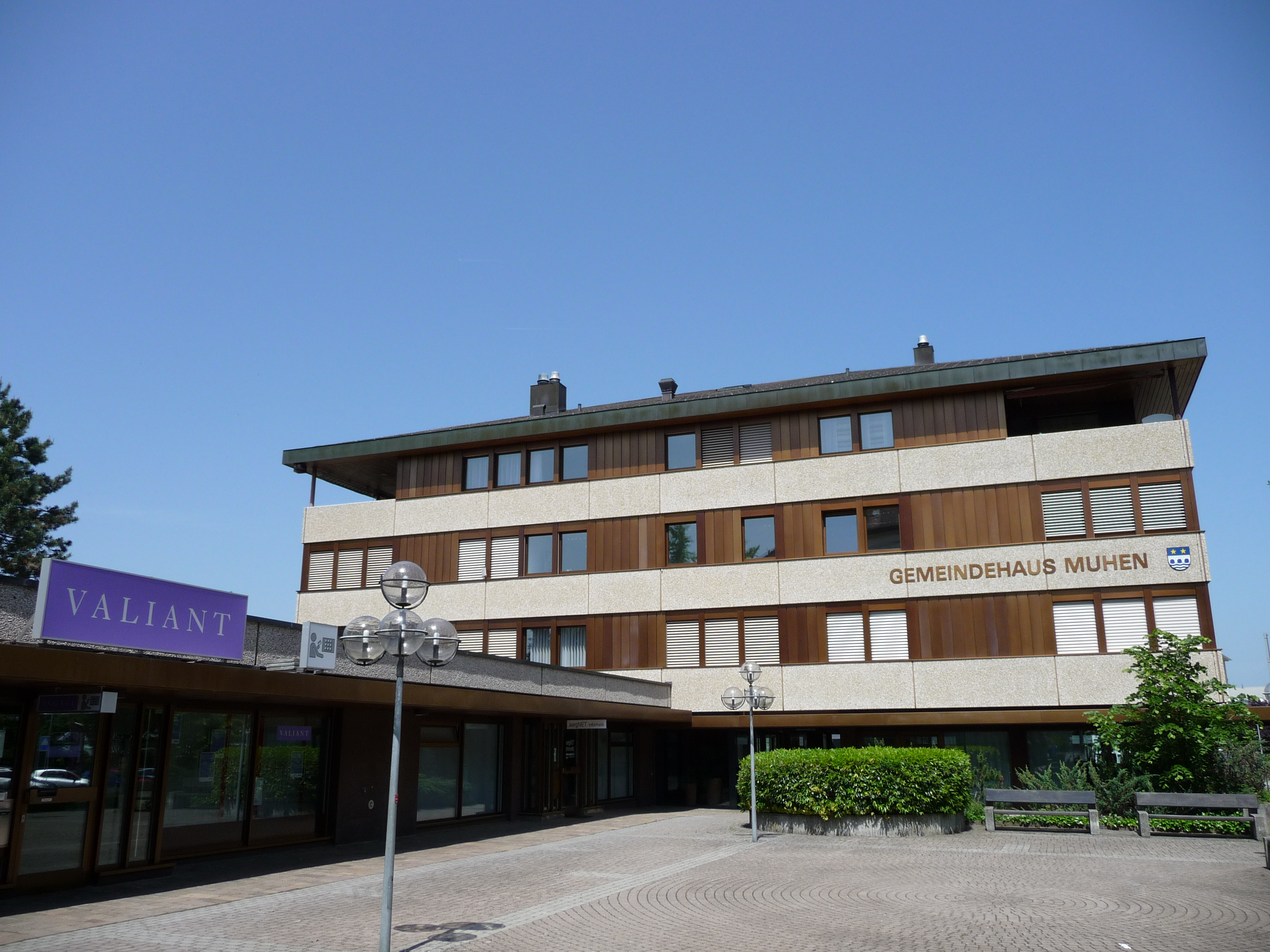
Gemeindehaus Muhen

Die Versammlung der Stimmberechtigten, die Gemeindeversammlung, übt die Legislativgewalt aus. Ausführende Behörde ist der fünfköpfige Gemeinderat. Er wird im Majorzverfahren vom Volk gewählt, seine Amtsdauer beträgt vier Jahre. Der Gemeinderat führt und repräsentiert die Gemeinde. Dazu vollzieht er die Beschlüsse der Gemeindeversammlung und die Aufgaben, die ihm vom Kanton zugeteilt wurden. Für Rechtsstreitigkeiten ist in erster Instanz das Bezirksgericht Aarau zuständig. Muhen gehört zum Friedensrichterkreis II (Oberentfelden).

## Wirtschaft
In Muhen gibt es gemäss der im Jahr 2015 erhobenen Statistik der Unternehmensstruktur (STATENT) rund 1400 Arbeitsplätze, davon 6 % in der Landwirtschaft, 17 % in der Industrie und 77 % im Dienstleistungsbereich. Die meisten Erwerbstätigen sind Wegpendler und arbeiten in Aarau und weiteren Gemeinden der Agglomeration. Die Stiftung Wendepunkt hat ihren Hauptsitz in Muhen.

## Verkehr

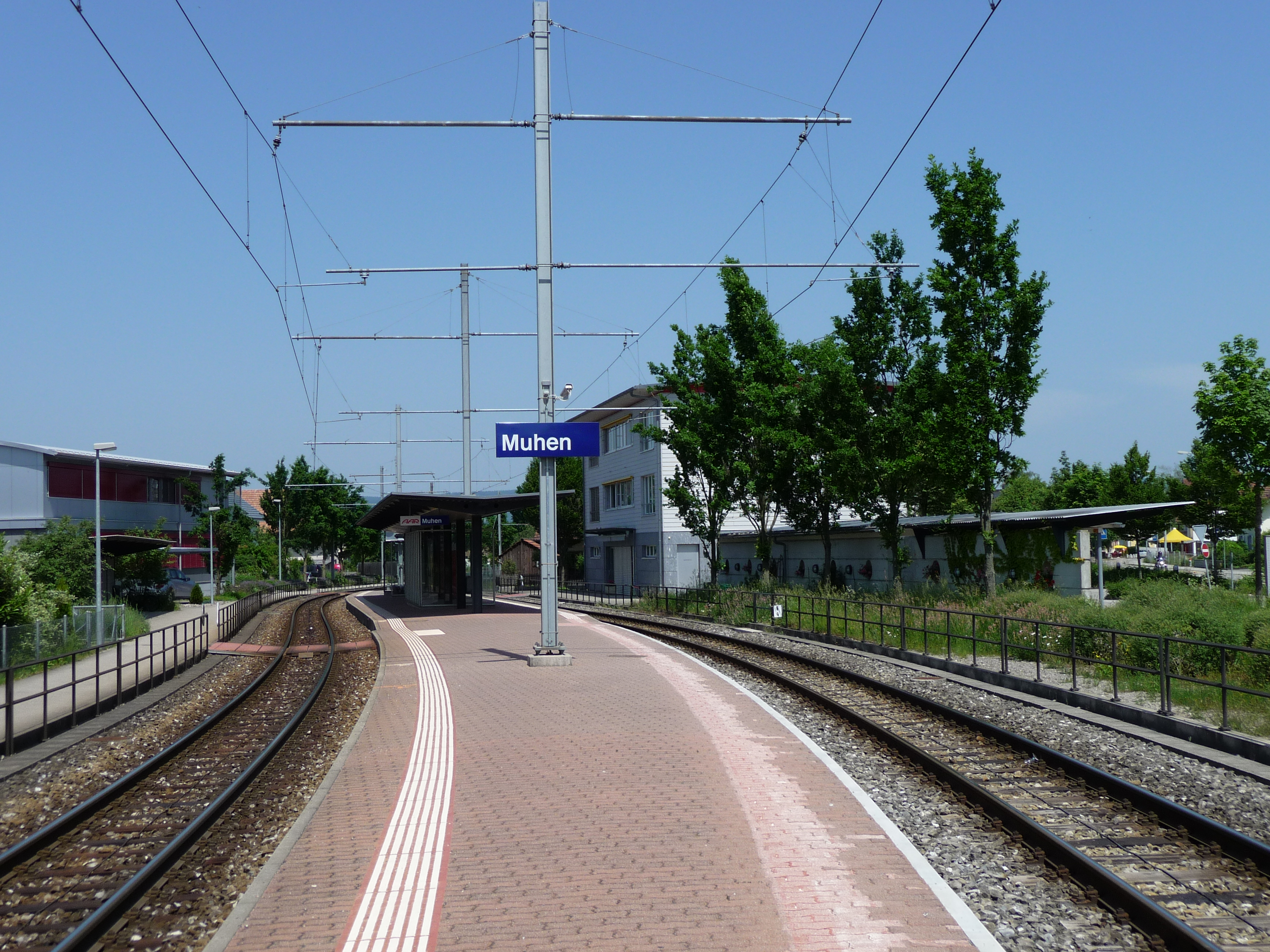
Bahnhof Muhen

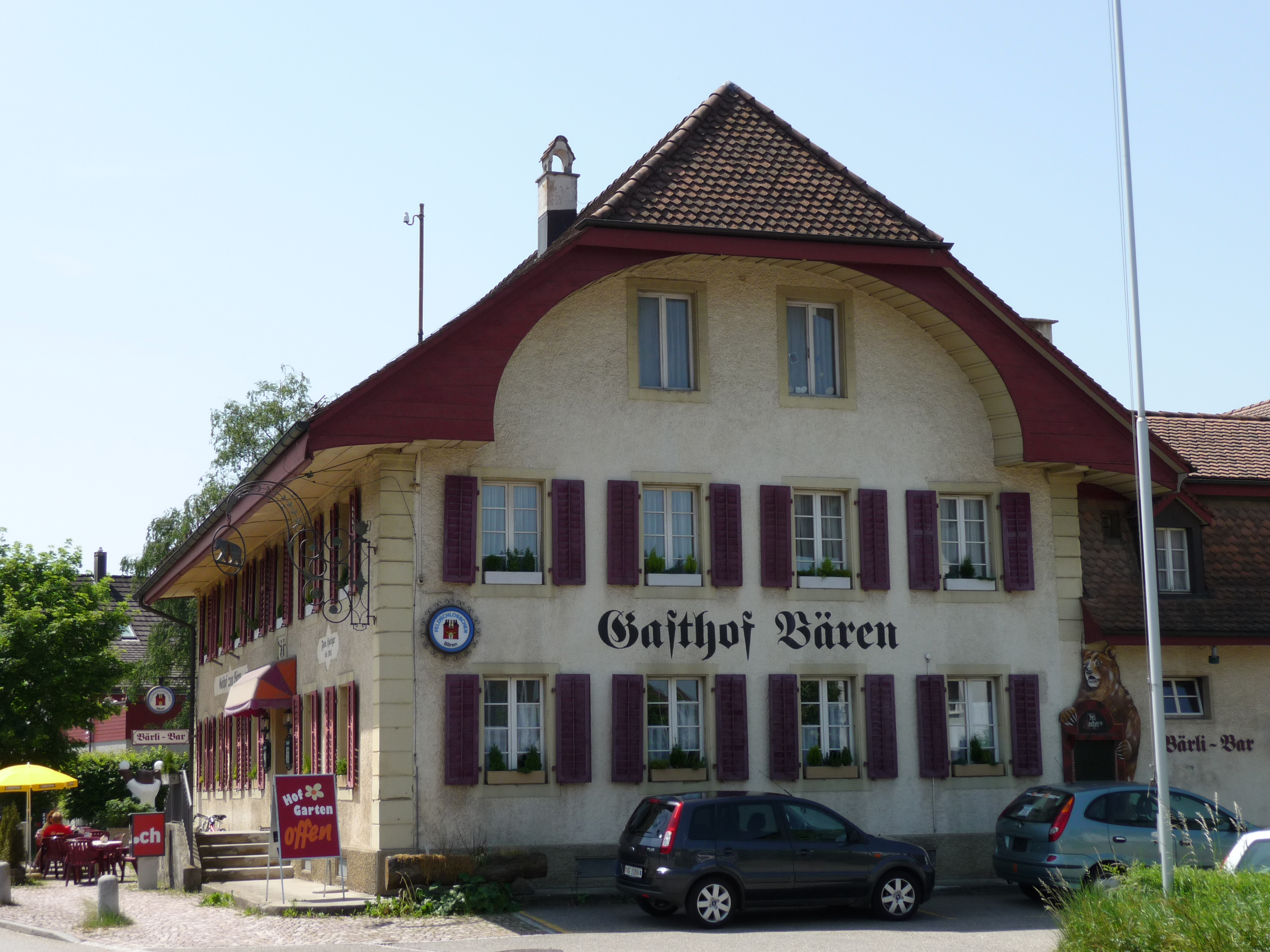
Geburtshaus von Bernhard Matter

Durch die drei Ortsteile führt in Nord-Süd-Richtung die Kantonsstrasse 286 von Aarau nach Schöftland. Ergänzt wird sie durch die weiter westlich gelegene Hauptstrasse 24 von Aarau nach Sursee, die gleichzeitig als Ortsumfahrung und als Zubringer zum Anschluss Aarau-West der Autobahn A1 dient.

### Regionalverkehr
Die Anbindung an das Netz des öffentlichen Verkehrs erfolgt durch die Suhrentalbahn vom Bahnhof Aarau nach Schöftland. Auf dem Gemeindegebiet gibt es vier Haltestellen: Muhen Nord, Muhen, Mittelmuhen und Obermuhen.
- S 14 Menziken – Aarau – Schöftland (WSB)

### Nahverkehr
An Wochenenden verkehrt ein Nachtbus von Aarau über Muhen und Schöftland nach Kölliken.
- N25 Aarau Bahnhof – Oberentfelden –  Muhen – Schöftland – Holziken – Kölliken

## Bildung
In Muhen können Schulkinder den Kindergarten und die Primarschule sowie teilweise die Realschule und die Sekundarschule besuchen. Die Bezirksschule und teilweise die übrigen Oberstufen können im benachbarten Kölliken besucht werden. Die nächstgelegenen Gymnasien sind die Alte Kantonsschule und die Neue Kantonsschule, beide in Aarau.

## Persönlichkeiten
- Adolf Haller (1897–1970), Schriftsteller
- Gottlieb Lüscher (1897–1984), Lebensmitteltechnologe und Unternehmer
- Bernhard Matter (1821–1854), letzter hingerichteter Verbrecher im Kanton Aargau